# 剛毛

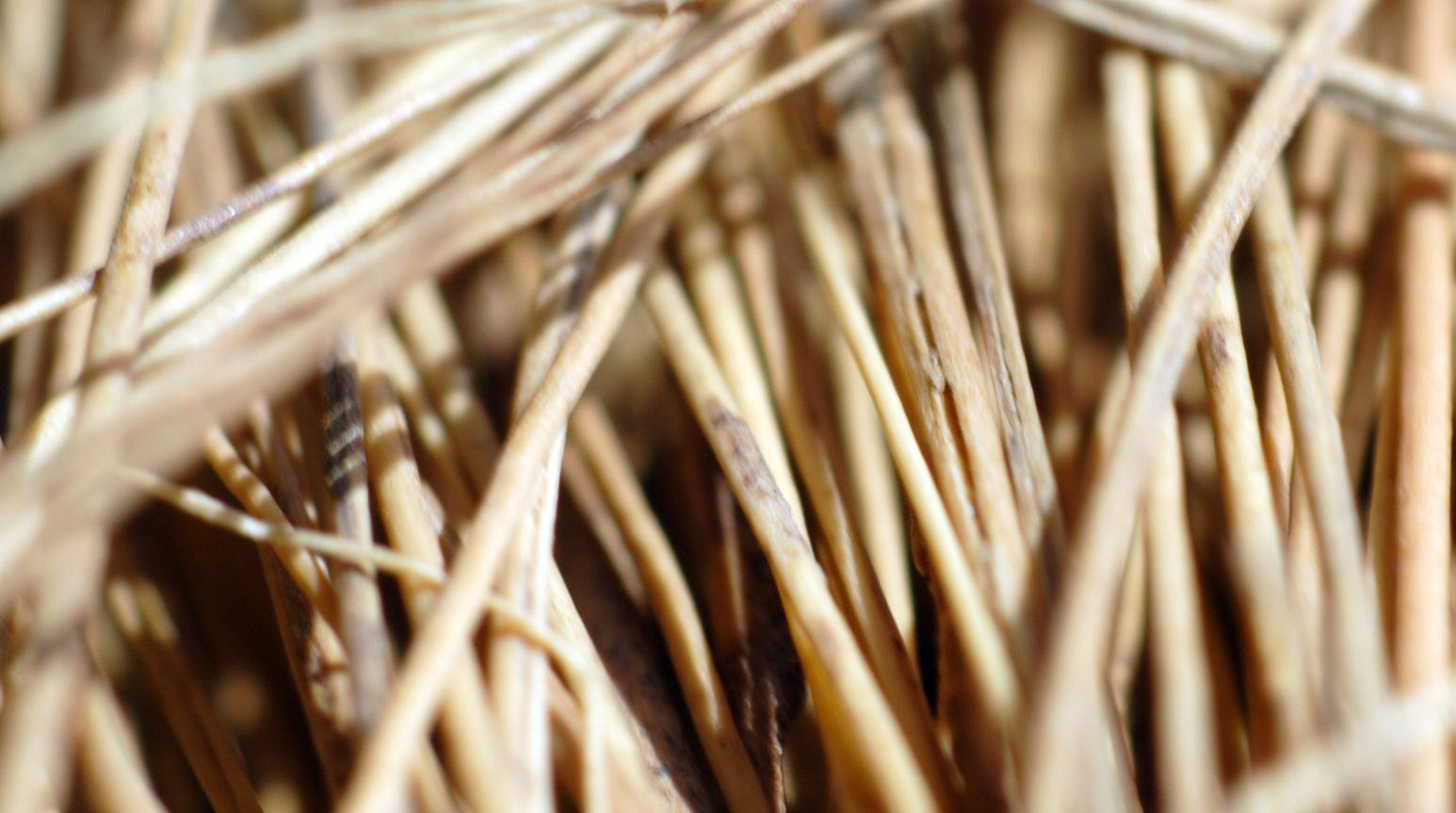
掃刷上的剛毛

剛毛（英語：Bristle）是指堅硬的毛髮、羽毛或人造聚合物，包括動植物身上的毛和工具上的刷毛。另外，鬃，如豬鬃、馬鬃則指這些動物上的硬毛。

## 工具
尼龍剛毛常用於製作清潔用具，如牙刷、廁刷等。這是因為剛毛能很好地研磨其他物品，以去除表面上的污垢和油脂。此外，剛毛也有清潔以外的用途，如製作畫筆、油漆刷等。
這些刷毛能再被細分為尖端開叉的（英語：flagged、flocked）和尖端平整的（英語：unflagged、unflocked）。開叉的刷毛能更好的帶走灰塵，較適合用於清潔乾燥物件；但它濕水後容易纏結和變髒，在這情況下平整的刷毛更為適合。而髹油時開叉的刷毛能讓油漆髹得更平整。

## 動物
豬的背上長着剛毛，然而剛毛的密度比軟毛低，因此豬隻容易受到曬傷。而其中一品種的豬，泰姆華斯豬的背上則長着異常濃密的剛毛，使日曬的傷害降到最低。
一些蠕蟲身上亦有剛毛，能抓住泥土以幫助它們活動。

## 外部連結
- 刷毛種類（英語） （页面存档备份，存于）